# 고산다람쥐
고산다람쥐(Neotamias alpinus)는 다람쥐과에 속하는 설치류의 일종이다. 미국 캘리포니아주 시에라네바다산맥 고지대의 토착종이다.

## 특징
고산다람쥐는 전체적으로 회색과 갈색을 띠며, 뺨에 3줄의 흰 줄무늬가 있고 등을 따라 4개의 줄무늬가 이어지는 다람쥐속의 일반적인 특징을 유지하고 있다. 옆구리는 약한 오렌지색을 띤다. 대부분의 종과 비교했을  때 전체적으로 연한 색을 띤다. 몸무게는 27~45g정도이다.

## 분포
고산다람쥐는 북쪽의 요세미티 국립공원부터 남쪽의 올란차 피크까지 시에라 네바다 산맥 고지대에서만 발견된다. 약 2,300m부터 3,900m 사이에서 관찰되지만 2,500m 이하에서도 드물게 발견된다.

## 습성 및 생태
고산다람쥐는 사초속 식물과 풀의 씨앗을 먹으며, 이와 같은 식물이 자라는 고산 지대에서 이름이 유래했다. 보통 땅 위에서 먹이를 구한다. 일반적으로 먹이보다는 물 공급원이 없어도 되지만, 기회가 생기면 이용한다. 분포 지역에서의 미세 기후(예를 들어 고온)에 대처하기 위해 바위 틈에 은신처를 만든다. 6~7월에 3~6마리의 새끼를 낳는다. 주행성 동물로 간주되지만 여름철에 일부 야행성 활동을 보이기도 한다. 11월과 4월 사이에 겨울잠을 자지만 먹이를 먹기 위해 겨울잠에서 깨기도 한다.